# Huracán Klaus (1990)
El huracán Klaus fue un mínimo huracán del Atlántico que dejó caer fuertes lluvias sobre las Antillas Menores en octubre de 1990. El undécimo ciclón tropical y el sexto huracán de la Temporada de huracanes del Atlántico de 1990, Klaus se desarrolló a partir de una onda tropical el 3 de octubre a una corta distancia al este de Dominica. Se desplazó hacia el noroeste y rápidamente se intensificó para alcanzar el estado de huracán el 5 de octubre. Aunque su acercamiento más cercano a las Antillas Menores fue de 19 km (11,8 mi), los vientos más fuertes permanecieron hacia el noreste debido a una fuerte cizalladura del viento , lo que hizo que Klaus se debilitara constantemente. Después de deteriorarse en una depresión tropical, Klaus se fortaleció brevemente sobre las Bahamas antes de disiparse el 9 de octubre bajo la influencia de la tormenta tropical en desarrollo, la tormenta tropical, Marco.
Las fuertes lluvias en Santa Lucía destruyeron alrededor del 15% de su cosecha anual de banano. El daño fue mayor en Martinica, donde ocurrieron siete víctimas y 1.500 personas quedaron sin hogar cuando las fuertes lluvias causaron graves inundaciones en la isla, lo que provocó algunos deslizamientos de tierra. La humedad remanente de Klaus entró en el sureste de los Estados Unidos, dejando caer fuertes lluvias y causando cuatro víctimas; la misma zona se vio afectada con más precipitaciones unos días después por la tormenta tropical Marco. Debido al daño causado por la tormenta, el nombre Klaus fue retirado de la lista de nombres de ciclones tropicales.

## Historia meteorológica
Una onda tropical se desplazó frente a la costa de África el 27 de septiembre. Siguió hacia el oeste hasta el sur de una alta subtropical, volviéndose convectivamente activa, y se observó una circulación de bajo nivel a medida que avanzaba al sur de Cabo Verde el 28 de septiembre. La organización de la convección osciló durante los siguientes días, y algunas veces el sistema mostró signos de convertirse en una depresión tropical. A medida que se acercaba a las Antillas Menores, se organizó aún más y, a pesar de la desfavorable cizalladura del viento en los niveles superiores, el sistema se convirtió en la depresión tropical Trece el 3 de octubre mientras se encontraba a unas 185 km (115 mi) al este de Dominica. La depresión se desplazó hacia el noroeste y aproximadamente seis horas después de desarrollarse por primera vez, el ciclón se intensificó hasta convertirse en una tormenta tropical; el Centro Nacional de Huracanes lo designó con el nombre Klaus.
Al convertirse en tormenta tropical, Klaus se ubicó en un área con una cizalladura del viento de 47 km/h (29,2 mph), aunque al mismo tiempo se ubicó sobre aguas cálidas con temperaturas de 28,4 °C. Siguió a través de un entorno altamente baroclínico, la tormenta se organizó mejor y, a las 1200 UTC del 5 de octubre, Klaus alcanzó la categoría de huracán a unos 50 km (31,1 mi) al este de Antigua; poco después, pasó a 19 km (11,8 mi) al este de Barbuda, su punto más cercano de acercamiento a las Antillas Menores. Klaus alcanzó vientos máximos de 130 km/h (80,8 mph) y una presión central mínima de 985mbar, aunque la mayor parte de su convección profunda y fuertes vientos permanecieron hacia el noreste debido a la cizalladura del viento. En ese momento, se pronosticó que el huracán continuaría su rumbo hacia el norte-noroeste. Sin embargo, después de debilitarse a tormenta tropical el 6 de octubre, Klaus giró hacia el oeste.
Klaus continuó su trayectoria justo al norte de las Antillas Menores, y continuó deteriorándose por la cizalladura del viento, el ciclón se debilitó a depresión tropical el 8 de octubre al norte de Puerto Rico. Más tarde ese día, la convección se volvió a desarrollar sobre el centro y Klaus volvió a alcanzar el estado de tormenta tropical a medida que aceleraba hacia el noreste de Bahamas; alcanzó brevemente vientos de 85 km/h (52,8 mph). Un área de baja presión al oeste sobre Cuba había estado constantemente intensificándose y aumentando hacia la superficie, y el 9 de octubre se convirtió en una depresión tropical; el ciclón se convirtió en el sistema dominante, eventualmente convirtiéndose en Marco, y Klaus se disipó bajo la influencia del sistema a última hora del 9 de octubre. La humedad remanente continuó hacia el noroeste, alcanzando la costa de  Carolina del Sur antes del 11 de octubre.

## Preparativos
Poco después de que Klaus alcanzara el estado de tormenta tropical a principios del 4 de octubre, se emitió una advertencia de tormenta tropical para el norte de las Islas de Sotavento desde San Martín a Antigua, que se actualizó a una advertencia de huracán cuando se hizo evidente su rápido fortalecimiento; además, el gobierno de Francia emitió una advertencia de tormenta tropical para Guadalupe. Se emitió una alerta de huracán para las Islas Vírgenes, aunque se eliminó cuando Klaus comenzó a debilitarse. En Guadalupe, los funcionarios aconsejaron a los ciudadanos que transporten el ganado a áreas más seguras y también que evitaran las áreas potencialmente inundables. Antes de su llegada, las escuelas estaban cerradas en Martinica, San Martín, y Antigua. El Aeropuerto Internacional VC Bird estuvo cerrado durante el paso del huracán.
Más adelante, el gobierno de Bahamas emitió una advertencia de tormenta tropical para el centro y el norte del archipiélago, aunque se suspendió cuando el ciclón se disipó.
Debido al huracán Klaus, el lanzamiento del transbordador espacial Columbia se retrasó.

## Impacto
El huracán Klaus dejó caer lluvias de moderadas a intensas en las Antillas Menores, tan altas como 380 mm (15,0 plg); el huracán afectó muchas áreas azotadas por el Huracán Hugo el año anterior. En Barbados, las inundaciones provocadas por la lluvia bloquearon algunos caminos y obligaron a algunas familias a mudarse a áreas más seguras; los relámpagos de las partes externas de la tormenta dejaron una parte de la isla sin electricidad. Los fuertes vientos y las lluvias afectaron la isla de Santa Lucía, y se destruyó alrededor del 15% de la cosecha de bananas del país; los daños ascendieron a alrededor de 1 millón (1990 USD 2.33 millones 2025 USD).
La lluvia produjo graves inundaciones en Martinica, que inundaron casi 3 m (9,8 pies) en algunos lugares; dos hermanas se ahogaron cerca de Saint-Joseph después de que un puente fuera arrasado. Se informó de varios deslizamientos de tierra en la isla. El paso del ciclón dejó dañados los sistemas de energía y telefonía. 750 personas evacuaron sus hogares en Le Lamentin debido a las inundaciones, y un total de 1500 residentes quedaron sin hogar en la isla. En alta mar, las duras condiciones dañaron un barco pesquero, dejando a sus dos pasajeros a la deriva durante 25 días antes de ser rescatados a unos 1035 km (643,1 mi) al noroeste de Martinica. En total, siete personas murieron en la isla.
En Dominica, los vientos del huracán dañaron las líneas eléctricas y derribaron árboles en la parte norte de la isla. Los fuertes vientos en Antigua dañaron algunos tejados y también derribaron comunicaciones de dos redes de radio. Las bandas de lluvia exteriores de la tormenta arrojaron una ligera lluvia sobre las Islas Vírgenes de los Estados Unidos, alcanzando aproximadamente 32 mm (1,3 plg) en Santo Tomás; las ráfagas de viento alcanzaron un máximo de 53 km/h (32,9 mph) en Saint Croix. Las lluvias moderadas continuaron en las Islas Turcas y Caicos, con Gran Turca reportando un total de 100 mm (3,9 plg) en 36 horas.
En la costa este de Florida, Klaus produjo olas de 4,5 m (14,8 pies) y mareas de 1 m (3,3 pies) por encima de lo normal. Se informó de erosión de la playa a lo largo de la costa este, debido a los persistentes vientos del este. A medida que la humedad remanente de Klaus entró en el sureste de Estados Unidos, produjo fuertes lluvias de 250 a 380 mm (9,8 a 15,0 plg) en Carolina del Sur, con totales ligeramente más bajos en Carolina del Norte. En Carolina del Sur, la lluvia provocó el estallido de una presa, matando a cuatro personas. Aproximadamente dos días después de que los restos de Klaus entraran en el sureste de los Estados Unidos, la tormenta tropical Marco tocó tierra en el noroeste de Florida, arrojando más fuertes lluvias y causando graves daños en toda la región.

## Nombre retirado
Debido a su impacto en Martinica, el gobierno de Francia solicitó que el nombre Klaus fuera retirado; la Organización Meteorológica Mundial retiró el nombre de la lista de nombres de ciclones tropicales al año siguiente y lo reemplazó con el nombre Kyle.